# Kirche von Nuhrut
Die Kirche von Nuhrut, auch Nuhrud geschrieben (türkisch Nuhrut Kilisesi), ist eine byzantinische Kirche, welche auf die Zeit zwischen 500 und 800 n. Chr. datiert wird.
Die halb zerfallene Kirche befindet sich im Dorf Nuhrut (heute Gürkuyu), welches zum Bezirk Halfeti in der türkischen Provinz Şanlıurfa gehört und 21 km östlich der gleichnamigen Stadt Halfeti liegt.
Die Kirche besitzt einen Grundriss von 17 m × 10 m und hat eine Apsis, welche gegen Osten gebaut ist. Es gibt keine Inschrift, die eine genaue Datierung des historischen Baus zulässt.